# メルロ (ブエノスアイレス州)
メルロ(スペイン語: Merlo)は、アルゼンチンのブエノスアイレス州にある都市である。メルロ・パルティードの政庁所在地であり、2001年の国勢調査による市の人口は244,168人である。大ブエノスアイレス都市圏に属しており、ブエノスアイレスの都心から西にある。

## 地理
1755年にフランシスコ・メルロによって建設され、1859年にフアン・ディロンによって再建設された。メルロ・セントロの中流階級の地区は鉄道のメルロ駅を取り巻いており、労働者階級の居住地区の多くはレコンキスタ川に沿っている。行政と商業の中心は主要道路のリベルタドール・ヘネラル・サン・マルティン通り周辺であり、メルロ駅から歴史地区にかけて7ブロックに渡って街路樹が植えられている。メルロの北西にはモレーノとパソ・デル・レイがあり、市境をレコンキスタ川が流れている。東にはサン・アントニオ・デ・パドゥア、南東にはリベルタ、南西にはマリアーノ・アコスタなどの都市がある。
ブエノスアイレスのオンセ駅からモロンを経由してサルミエント線が市北部のメルロ駅に通じている。サルミエント線はメルロ駅で北西方向と南西方向に分岐している。ブエノスアイレス市内からはベルグラーノ南線でもメルロに向かうことも出来る。同線の終点はメルロ市内のマリーノス・ヘネラル・ベルグラーノ駅である。

## 地区
| - メルロ・ノルテ地区 - ポンページャ地区 - アルヘンティーノ地区 - ラーゴ・デル・ボスケ地区 - ラス・ビオレタス地区 - アマンディ地区 - レコンキスタ地区 | - ローマ・フロリダ地区 - サン・エドゥアルド地区 - アルコ・イリス地区 - アルバトロス地区 - パルケ・エル・ソル地区 - エル・ミラドール地区 |

## ギャラリー

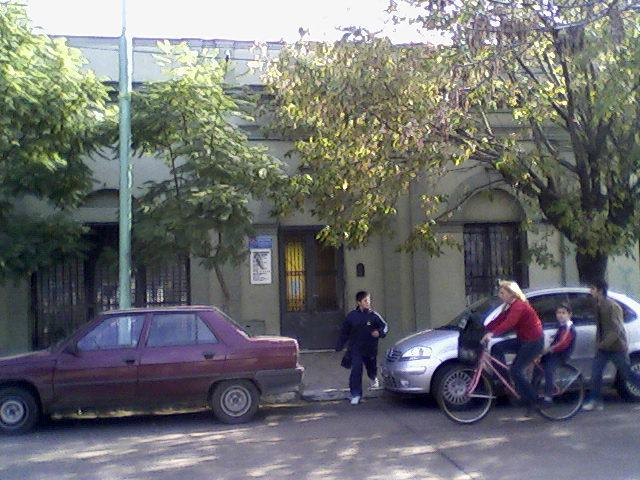
19世紀に建てられた歴史的邸宅のスリバン家
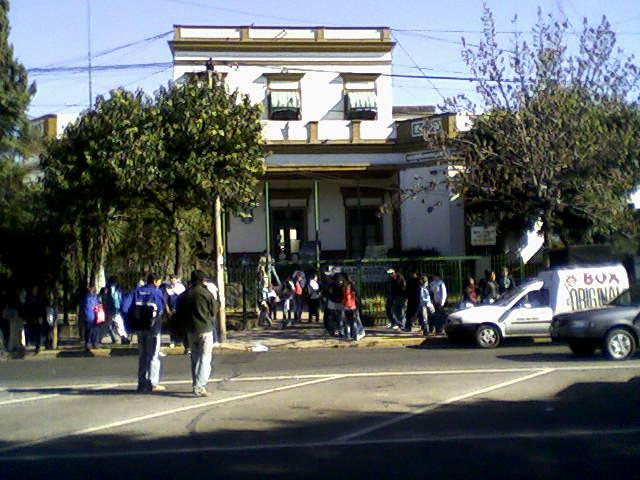
歴史的邸宅のランダブル家
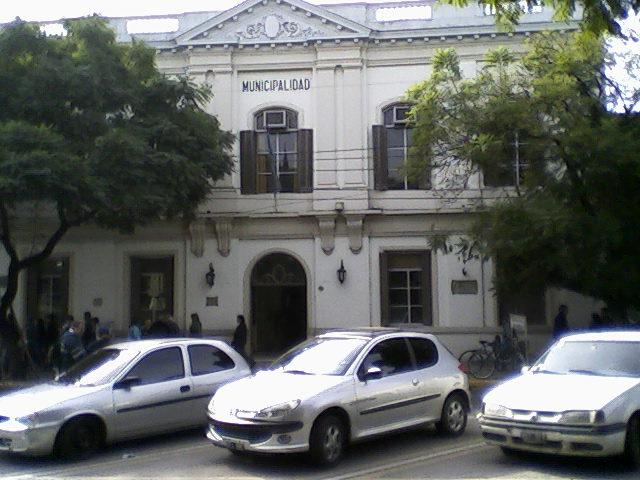
メルロ市営パレス
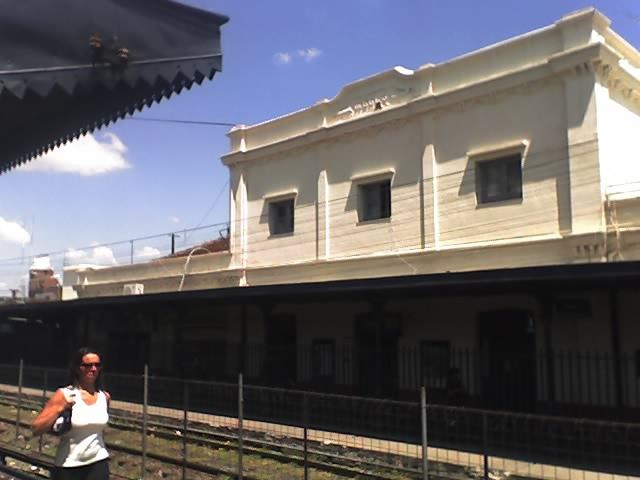
メルロ駅
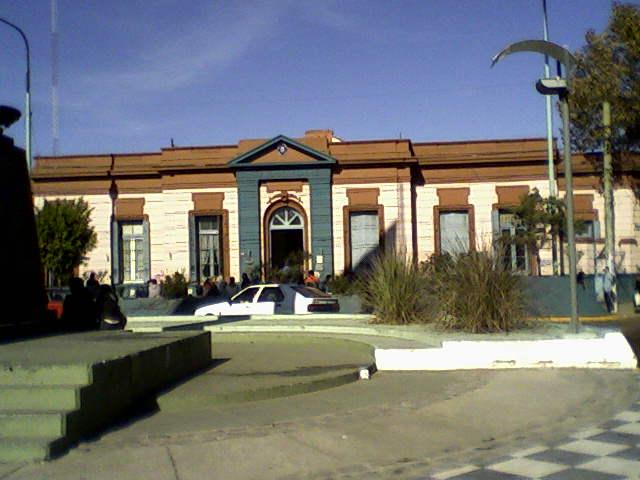
ドミンゴ・ファウスティーノ・サルミエント学校

## 出身人物
- ニコラス・キッカー - 男子テニス選手